# Son Ki-čung
Son Ki-čung (japonsko Son Kitei), korejski atlet, * 29. avgust 1914, Sinuidžu, Japonsko cesarstvo (danes Severna Koreja), † 15. november 2002, Daedžeon, Južna Koreja. 
Son Ki-čung je nastopil na Poletnih olimpijskih igrah 1936 v Berlinu v maratonu za Japonsko cesarstvo in kot prvi korejski atlet osvojil naslov olimpijskega prvaka, uradno je bil prijavljen pod japonsko različico svojega imena Son Kitei. 3. novembra 1935 je s časom 2:26:42 postavil svetovni rekord v maratonu, ki je veljal skoraj dvanajst let, do leta 1947, ko ga je izboljšal Suh Jun-bok.